# 阿寒国際ツルセンター
阿寒国際ツルセンター（あかんこくさいツルセンター）は、北海道釧路市阿寒町にあるタンチョウの保護とツル類の学習教育を目的とする公的施設。愛称はGRUS（グルス）。

## 概要
1996年（平成8年）に開館した。釧路市動物園の所管施設であり、釧路市丹頂鶴自然公園（1958年開園）やタンチョウ保護増殖センター（1981年開設）とともに三つのツル関連施設を構成する。
施設の面積は7.2ヘクタールで、ツル類の飼育場のほか、本館には博物展示室、ライブラリーコーナー、研究室などがある。館内の展示としてツルの生態を説明する展示や大型模型がある。
なお、釧路市の「釧路市動物園基本構想」では、釧路市動物園の所管施設であることを市民にも明確にするため、名称を「釧路市動物園阿寒ツルセンター」とすることも検討するとしている。

## タンチョウ観察センター
釧路市阿寒町は山崎定次郎によるタンチョウ人工給餌発祥地として知られ、1977年（昭和52年）にタンチョウ観察センターが開設された。同施設は阿寒国際ツルセンターの開設後にその分館となっていたが、老朽化や高病原性鳥インフルエンザ対策のための給餌量の減少とそれに伴うタンチョウの数の飛来数減少により2025年3月で閉館し、本館に機能を集約することになった。